# Liste der Untersuchungsausschüsse des Abgeordnetenhauses von Berlin
Die Liste der Untersuchungsausschüsse des Abgeordnetenhauses von Berlin umfasst durchgeführte Untersuchungsausschüsse seit 1951. Es werden der offizielle Titel der Ausschüsse genannt, ggf. deren umgangssprachliche Kurzbezeichnungen und ggf. der jeweilige Zeitraum aufgelistet.
Ein Untersuchungsausschuss im Berliner Abgeordnetenhaus kann gemäß Art. 48 Abs. 1 der Verfassung von Berlin eingesetzt werden; bei einem Antrag von einem Fünftel der Abgeordneten hat das Abgeordnetenhaus die Pflicht einen Untersuchungsausschuss einzusetzen bzw. zu beschließen.
Darüber hinaus kann das Abgeordnetenhaus von Berlin gemäß § 35 Abs. 4 Satz 1 Verfassungsschutzgesetz Berlin (VSG Berlin) den Ausschuss für Verfassungsschutz als Untersuchungsausschuss einsetzen.

## 1. Wahlperiode (1951–1955)
- 1. Untersuchungsausschuss: „Nachprüfung der gegen die Baufirma BIAG und Bau-Degen in der Presse erhobenen Vorwürfe“ (sog. BIAG-Untersuchungsausschuss)[1]
- 2. Untersuchungsausschuss: „Untersuchung des Verhaltens aller in Sachen der Verwaltungsinspektorin Dora Menzel tätig gewordenen Dienststellen des Senats“[2]

## 2. Wahlperiode (1955–1959)
- 1. Untersuchungsausschuss: „Untersuchung, welcher Art der angeblich von dem Abgeordneten Fischer aufgebaute ‚Nachrichtenapparat‘ ist, und ob Bedienstete des Landes Berlin zu einem Bruch der Schweigepflicht veranlasst worden sind“ (1956–1957)[3]

## 3. Wahlperiode (1959–1963)
- 1. Untersuchungsausschuss: „Klärung, ob in Bestechungsfällen versucht worden ist, auf die Staatsanwaltschaft in gesetzwidriger Weise Einfluss zu nehmen“[4]

## 4. Wahlperiode (1963–1967)
- 1. Untersuchungsausschuss: „Überprüfung der Gründe einer Vertrauenskrise in der Direktion der Deutschen Klassenlotterie Berlin“[5]

## 5. Wahlperiode (1967–1971)
- 1. Untersuchungsausschuss: „Prüfung der Ursachen und Hintergründe der Unruhen an der Freien Universität und des Verhaltens der Demonstranten und der Polizei anlässlich des Staatsbesuchs des iranischen Kaiserpaares in Berlin“[6]

## 6. Wahlperiode (1971–1975)
- 1. Untersuchungsausschuss: „Prüfung, ob der Präsident der Freien Universität die ihm übertragenen Aufgaben gesetzestreu wahrgenommen hat“
- 2. Untersuchungsausschuss: „Prüfung, in welcher Weise und aufgrund welcher Tatsachen oder Erwartungen der Senat, sein Mitglieder und Angehörige des öffentlichen Dienstes den Grundstückserwerb für den ‚Steglitzer Kreisel‘ und seine Bau- und Finanzierungsplanung direkt oder indirekt beeinflusst haben“

## 7. Wahlperiode (1975–1979)
- 1. Untersuchungsausschuss: „Untersuchung von Personal-, Verwaltungs- und Geschäftsvorgängen um die KPM“ (sog. KPM-Skandal)
- 2. Untersuchungsausschuss: „Aufklärung der gewaltsamen Gefangenenbefreiung am 27.05.1978 (Till Meyer)“ (1987)[7]

## 8. Wahlperiode (1979–1981)
- 1. Untersuchungsausschuss: „Aufklärung von Grundstücksgeschäften der GeSoBau am Tegeler See“[8]
- 2. Untersuchungsausschuss: „Aufklärung der Darlehensgewährung und Bürgschaftserteilung an die Firmengruppe Bautechnik des Architekten Dietrich Garski“ (sog. Garski-Affäre)[9]

## 9. Wahlperiode (1981–1985)
- 1. Untersuchungsausschuss: „Überprüfung der Verfahrensweise der Ausländerbehörde“[10][11]
- 2. Untersuchungsausschuss: „Aufklärung der Hintergründe des Todes von sechs Abschiebehäftlingen im Polizeigewahrsam Steglitz“[12][13]
- 3. Untersuchungsausschuss: „Aufklärung des Kaufs der Randbebauung der ‚Autobahnüberbauung Schlangenbader Straße‘“[14][15]

## 10. Wahlperiode (1985–1989)
- 1. Untersuchungsausschuss: „Aufklärung der Hintergründe von öffentlichen Entscheidungen im Berliner Bau- und Grundstücksbereich“ (sog. Antes-Untersuchungsausschuss)[16][17]
- 2. Untersuchungsausschuss: „Aufklärung von Geldzahlungen und Kontakten zu rechtsradikalen Organisationen“[18][19]
- 3. Untersuchungsausschuss: „Aufklärung von Kontakten zu rechtsradikalen Organisationen“[20][21]
- 4. Untersuchungsausschuss: „Aufklärung von möglichen Fehlentwicklungen beim Landesamt für Verfassungsschutz“[22][23]

## 11. Wahlperiode (1989–1991)
- Ausschuss für Verfassungsschutz als 1. Untersuchungsausschuss zur „Aufklärung der Kontakte Heinrich Lummers zu östlichen Nachrichtendienste und Arbeitsweise des Landesamtes für Verfassungsschutz“ (1989–1990)[24]
- 2. Untersuchungsausschuss: „Aufklärung der Rolle des Landesamtes für Verfassungsschutz und der Staatsanwaltschaft im Mordfall Ulrich Schmücker“ (sog. Schmücker-Untersuchungsausschuss)[25]
- 3. Untersuchungsausschuss: „Aufklärung der politischen Verantwortung des Innensenators bei der Vorbereitung der Polizeieinsätze am 1. Mai 1989“ (1989–1990)[26]

## 12. Wahlperiode (1991–1995)
- 1. Untersuchungsausschuss: „Überprüfung von Mitgliedern des Abgeordnetenhauses auf eine offizielle oder inoffizielle Tätigkeit für das Ministerium für Staatssicherheit/Amt für Nationales Sicherheit der ehemaligen DDR“ (1991–1995)[27][28]
- Ausschuss für Verfassungsschutz als 2. Untersuchungsausschuss zur „Aufklärung von Fehlentwicklungen insbesondere des Landesamtes für Verfassungsschutz, der Senatsverwaltung für Inneres und bei Senator für Inneres im Zusammenhang mit dem Mykonos-Attentat“ (sog. Mykonos-Untersuchungsausschuss) (1993–1995)[29]
- 3. Untersuchungsausschuss: „Aufklärung von Vorgängen bei der Freiwilligen Polizeireserve (FPR)“[30]
- 4. Untersuchungsausschuss: „Aufklärung des Grundstückserwerbs in Berlin Schönefeld durch die Berlin Brandenburg Flughafen Holding (BBF) und die Flughafen Berlin-Schönefeld GmbH (FBS)“ (1994–1995)[31]
- 5. Untersuchungsausschuss: „Untersuchung von Unregelmäßigkeit im Zusammenhang mit der Olympia-Bewerbung Berlins“[32]

## 13. Wahlperiode (1995–1999)
- 1. Untersuchungsausschuss: „Untersuchung der vom Ehrenrat aufgrund von tatsachengestützten Anhaltspunkten überwiesenen Fälle auf eine offizielle oder inoffizielle Tätigkeit der betreffenden Abgeordneten für das Ministerium für Staatssicherheit/Amt für Nationale Sicherheit der ehemaligen DDR“[33][34]
- 2. Untersuchungsausschuss: „Aufklärung aller Umstände im Zusammenhang mit der Vergabe eines Erbbaurechts an dem landeseigenen Grundstück An der Wuhlheide 250–270 und seiner Belastung“ (1996–1998)[35]
- 3. Untersuchungsausschuss: „Aufklärung der Vorgänge um den Verkauf einer Stadtgüterfläche Berlins in Stolpe“ (1997–1999)[36]
- 4. Untersuchungsausschuss: „Aufklärung der Ereignisse in Berlin nach der Verbringung des Abdullah Öcalan am 15. Februar 1999 in die Türkei“[37][38]

## 14. Wahlperiode (1999–2001)
- 1. Untersuchungsausschuss: „Aufklärung der Mitverantwortung der Gesellschafter der BBF am Scheitern des Privatisierungsverfahrens und des Vergabeverfahrens zur privaten Errichtung des Großflughafen BBI sowie zur Vorbereitung der anstehenden Entscheidungen für den Fortgang des Gesamtverfahrens“ (2000–2001)[39]
- 2. Untersuchungsausschuss: „Aufklärung der Vorgänge bei der Bankgesellschaft AG, der Landesbank Berlin und des Umgangs mit Parteispenden“ (2001) (Kurz: Bankgesellschaft / Parteispenden)[40]

## 15. Wahlperiode (2001–2006)
- 1. Untersuchungsausschuss: „Aufklärung der Vorgänge bei der Bankgesellschaft AG, der Landesbank Berlin und des Umgangs mit Parteispenden“ (2002–2006) (Kurz: Bankgesellschaft / Parteispenden II) (sog. Berliner Bankenskandal)[41]
- 2. Untersuchungsausschuss: „Aufklärung der Hintergründe um die Finanzierung und den Betrieb des Kreuzberger ‚Tempodroms‘ und etwaige in diesem Zusammenhang geleistete Zuwendungen an politische Parteien“ (2004–2006) (sog. Tempodrom-Untersuchungsausschuss)[42]

## 16. Wahlperiode (2006–2011)
- 1. Untersuchungsausschuss: „Aufklärung der Vermögens- und Baupolitik am Spreedreieck und den umliegenden Grundstücken, insbesondere Friedrichstraße 100–103“ (2008–2010) (sog. Spreedreieck-Untersuchungsausschuss)[43]
- 2. Untersuchungsausschuss: „Aufklärung der Hintergründe der Vergabepraxis der landeseigenen HOWOGE Wohnungsbaugesellschaft mbH, Verflechtungen mit politischen Parteien und Konsequenzen für das Land Berlin“ (2011) (sog. HOWOGE-Untersuchungsausschuss)[44]

## 17. Wahlperiode (2011–2016)
- 1. Untersuchungsausschuss zur „Aufklärung der Ursachen, Konsequenzen und Verantwortung für die Kosten- und Terminüberschreitungen des im Bau befindlichen Flughafens Berlin Brandenburg Willy Brandt (BER)“ (2012–2016)[45][46]
- 2. Untersuchungsausschuss zur „Aufklärung der Ursachen, Konsequenzen und Verantwortung für die Kosten- und Terminüberschreitungen bei der Sanierung der Staatsoper Unter den Linden“ (2015–2016)[47]

## 18. Wahlperiode (2016 bis 2021)
- 1. Untersuchungsausschuss zu dem „Ermittlungsvorgehen im Zusammenhang mit dem Terroranschlag am Breitscheidplatz am 19. Dezember 2016“ (Fall A.)[48] (2017–2021)
- 2. Untersuchungsausschuss zur „Aufklärung der Ursachen, Konsequenzen und Verantwortung für die Kosten- und Terminüberschreitungen des im Bau befindlichen Flughafens Berlin Brandenburg Willy Brandt (BER) – Untersuchung II“ (2018–2021)[49]
- 3. Untersuchungsausschuss zur „Aufklärung der Ursachen, Konsequenzen und der Verantwortung für Fehlentwicklungen an der ‚Gedenkstätte Berlin-Hohenschönhausen‘“ (2020–2021)[50]
- 4. Untersuchungsausschuss zur „Aufklärung der Ursachen, Konsequenzen und Verantwortung für finanzielle Risiken des Landes Berlin in Zusammenhang mit spekulativen Immobiliengeschäften der ‚DIESE eG‘ und deren öffentlicher Förderung“ (2021)[51]

## 19. Wahlperiode (seit 2021)
- Untersuchungsausschuss zur "Untersuchung des Ermittlungsvorgehens im Zusammenhang mit der Aufklärung der im Zeitraum von 2009 bis 2021 erfolgten rechtsextremistischen Straftatenserie in Neukölln"[52]